# Українська громада у Франції
«Українська громада у Франції» — перша громадсько-культурна організація у Франції після Першої світової війни, заснована 1924 в Парижі українськими емігрантами.
Спочатку до організації належали українці різних політично-ідеологічних поглядів, але вже 1925 відійшли з Громади радянофіли — Союз Українських Громадян у Франції (СУГУФ) і прихильники середовища УНР (Союз українських емігрантських організацій у Франції), а в 1929 — націоналісти, які згодом заснували Український Народний Союз.
«Українська Громада у Франції» (називана також «Громада Шаповала») покликалася на ідейні основи М. Драгоманова і Микити Шаповала (соціал-революціонера).
В 1930-х роках Громада мала 22 філії (з читальнями і навчанням української мови для дітей), з 600—1200 членами. Проте організація під час німецької окупації зазнала переслідування (1940—1944), а після війни більшість філій відновила свою діяльність.
Очолювали Громаду: М. Капустянський (1924—1929), Микола Шаповал (1929—1948), Антоніна Шаповал (1948—1953), а згодом І. Бондар, П. Туркевич.
1976 року «Українська Громада у Франції» самоліквідувалася.